# Cathedral Church of St. Paul (Boston)
Die Cathedral Church of St. Paul (Pauluskathedrale) in Boston, Massachusetts ist die Kathedrale der Episcopal Diocese of Massachusetts. Das Gebäude steht an der Adresse 138 Tremont Street nahe Downtown Crossing gegenüber dem Boston Common und dem U-Bahnhof Park Street. Die am 30. Juni 1820 geweihte Kirche wurde 1970 als National Historic Landmark in das National Register of Historic Places eingetragen.

## Beschreibung
Das zweistöckige Gebäude wurde vollständig aus in Virginia abgebautem Sandstein errichtet und verfügt über ein Giebeldach. Es war das erste im Stil des Greek Revival gebaute Kirchengebäude in Neuengland. Der tempelähnliche Portikus, der die gesamte nach Westen ausgerichtete Vorderseite des Bauwerks einnimmt, wird von sechs Säulen ionischer Ordnung getragen. Die im Inneren an der östlichen Wand befindliche Kanzel ist eine Kopie aus der Londoner St Paul’s Cathedral und wurde in den 1920er Jahren eingebaut.
Da das Gebäude doppelt so teuer wurde wie zuvor berechnet, litt die Kirchengemeinde lange Zeit unter einer erheblichen Schuldenlast.